# Vladimir Sokolov
Pour les articles homonymes, voir Sokolov.
Vladimir Aleksandrovitch Sokolov (en russe : Владимир Александрович Соколов) et un clarinettiste soviétique (russe) né le 21 février 1936 à Oubchor (République des Komis) et mort le 13 novembre 1999 à Moscou.

## Biographie
Sokolov commence ses études de clarinette à l'âge de quatorze ans au collège musical de Syktyvkar. Après les avoir terminées en 1954 il vient à Moscou où il entre au Conservatoire. Ses professeurs sont Alexandre Semionov et Alexandre Volodine. En 1959 Sokolov est diplômé et se rend célèbre en finissant second au Concours international des instrumentistes à vent à Vienne. Un an après il devient soliste de l'Orchestre symphonique de la Radio et de la Télévision des soviets réunis.
En 1963 Sokolov gagne le premier prix au concours de Leningrad (ex aequo avec Lev Mikhaïlov et Valeri Bezroutchenko) et entre comme clarinette solo à l'Orchestre symphonique d'État de l'URSS, où il reste jusqu'à 1993. En ce temps il se produit souvent comme soliste et musicien de chambre. Il fonde le quintette à vent dont les membres sont les musiciens de l'orchestre, cet ensemble a beaucoup de succès en URSS mais aussi en Europe et aux États-Unis.
Dès 1974, il enseigne au Conservatoire de Moscou et y devient professeur en 1990. Dans les années 1980 on l'invite souvent comme membre de jury aux différents concours. En 1985 il est fait Artiste du peuple de RSFSR.
Sokolov est un des plus grands clarinettistes russes du XXe siècle. Son répertoire comporte presque toutes les œuvres majeures écrites pour cet instrument. Il existe beaucoup d'enregistrements qu'il a fait avec Elisso Virssaladze, Nikolaï Petrov, Vladimir Kraïnev, Quatuor Borodine, Quatuor Beethoven, Quatuor Chostakovitch et beaucoup d'autres.